# Алту-Алентежу (субрегион)
Субрегион Алту-Алентежу (порт. Alto Alentejo (subregião))  — экономико-статистический субрегион в центральной  Португалии.
Входит в состав Алентежу.
Включает в себя часть 14 муниципалитетов округа Порталегре и один муниципалитет округа Эвора.
Территория — 6 230 км². Население — 127 025 человек. Плотность населения — 20,4 чел/км².

## География
Субрегион граничит:
- на севере — субрегионы  Пиньял-Интериор-Сул  и  Бейра-Интериор-Сул
- на востоке —  Испания
- на юге —  субрегион Алентежу-Сентрал
- на западе —  субрегионы Лезирия-ду-Тежу и  Медиу-Тежу

## Муниципалитеты
Субрегион включает в себя 15 муниципалитетов:

### Муниципалитеты округа Порталегре
- Авиш
- Алтер-ду-Шан
- Арроншеш
- Гавиан
- Кампу-Майор
- Каштелу-де-Виде
- Крату
- Марван
- Монфорте
- Низа
- Понте-де-Сор
- Порталегре
- Фронтейра
- Элваш

### Муниципалитеты округа Эвора
- Мора